# Revs
Revs è un simulatore di guida di gare Formula 3 sviluppato da Geoff Crammond nel 1984 per BBC Micro, poi convertito per Commodore 64 nel 1986. Per gli standard dell'epoca il gioco possedeva un realismo piuttosto accurato e permetteva di giocare anche con i paddle simulando l'utilizzo dello sterzo, e può essere definito come il precursore della serie Formula One Grand Prix dello stesso Crammond.
C'è la possibilità di regolare, prima dell'inizio della gara o delle prove, l'inclinazione dell'alettone anteriore e posteriore in modo da adattare la vettura ai differenti circuiti e renderla più o meno guidabile in curva e/o veloce sui rettilinei.
La versione per BBC Micro è dotata del solo circuito di Silverstone, mentre in quella per Commodore 64 è stato aggiunto Brands Hatch. In una versione intitolata Revs+, e pubblicata nel 1987 sempre per Commodore 64, oltre ai due circuiti originali sono stati aggiunti Donington Park, Oulton Park, Snetterton e il Nürburgring.